# Bradypodion setaroi
Bradypodion setaroi је гмизавац из реда Squamata и фамилије Chamaeleonidae. 

## Угроженост
Ова врста се сматра угроженом.

## Распрострањење
Ареал врсте је ограничен на једну државу. 
Јужноафричка Република је једино познато природно станиште врсте.